# Gerardo Bedoya
Pour les articles homonymes, voir Bedoya.
Gerardo Bedoya est un footballeur colombien, né le 26 novembre 1975 à Ebéjico. Il évolue au poste de milieu défensif ou de défenseur latéral au Deportivo Pereira, au Deportivo Cali, au Racing Club, au Colón de Santa Fe, au CF Puebla, à Boca Juniors, à l'Atlético Nacional, au Millonarios, à Envigado, au Boyacá Chicó et à l'Independiente Santa Fe.
Bedoya marque quatre buts lors de ses quarante-neuf sélections avec l'équipe de Colombie entre 2001 et 2009. Il participe à la Gold Cup en 2000, à la Copa América en 2001 et à la Coupe des confédérations en 2003 avec la Colombie. Il est notamment connu pour être le footballeur ayant reçu le plus de cartons rouges dans sa carrière, ayant été exclu au total 46
fois.

## Carrière
- 1995-1997 :  Deportivo Pereira
- 1998-2001 :  Deportivo Cali
- 2001-2003 :  Racing Club
- 2003 :  Deportivo Cali
- 2004 :  Colón de Santa Fe
- 2005 :  CF Puebla
- 2005 :  Boca Juniors
- 2005-2006 :  Atlético Nacional
- 2006-2010 :  Millonarios
- 2010 :  Envigado
- 2010 :  Boyacá Chicó
- 2001-2013 :  Independiente Santa Fe[2]

## Palmarès
Record de cartons rouges : 48 

### En équipe nationale
- 49 sélections et 4 buts avec l'équipe de Colombie entre 2001 et 2009
- Vainqueur de la Copa América 2001
- Finaliste de la Gold Cup 2000
- Quatrième de la Coupe des confédérations 2003

### Avec le Deportivo Cali
- Vainqueur du Championnat de Colombie en 1998

### Avec le Racing Club
- Vainqueur du Championnat d'Argentine en 2001 (Tournoi d'ouverture)

### Avec l'Independiente Santa Fe
- Vainqueur du Championnat de Colombie en 2012 (Tournoi d'ouverture)